# Christof Boehringer
Christof Boehringer (* 1934) ist ein deutscher Numismatiker und Klassischer Archäologe.

## Leben
Christof Boehringer, Sohn des Archäologen und Numismatikers Erich Boehringer (1897–1971), studierte Klassische Archäologie und wurde 1966 an der Universität München promoviert. Er war von 1967 bis zur Pensionierung 1999 Kustos der archäologischen und numismatischen Sammlung des Archäologischen Instituts der Universität Göttingen. An der Universität Göttingen wurde er auch 1993 für antike Numismatik habilitiert. 2010 erhielt er die Archer M. Huntington Medal.

## Schriften (Auswahl)
- Zur Chronologie mittelhellenistischer Münzserien 220-160 v. Chr. (= Antike Münzen und geschnittene Steine Bd. 5). de Gruyter, Berlin 1972, ISBN 3-11-001763-6 (Dissertation)
- Über die Göttinger Sammlung von Gipsabgüssen antiker Skulpturen. In: „Ganz für das Studium angelegt.“ Die Museen, Sammlungen und Gärten der Universität Göttingen. Wallstein Verlag, Göttingen 2001, ISBN 3-89244-452-8, S. 64–72.
- Die Göttinger Universitäts-Münzsammlung. In: „Ganz für das Studium angelegt.“ Die Museen, Sammlungen und Gärten der Universität Göttingen. Wallstein Verlag, Göttingen 2001, ISBN 3-89244-452-8, S. 73–81.